# 潘泰利蒙鄉 (康斯坦察縣)
44°33′0″N 28°20′0″E / 44.55000°N 28.33333°E
潘泰利蒙鄉（羅馬尼亞語：Pantelimon）是羅馬尼亞的鄉份，位於該國西南部，由康斯坦察縣（羅馬尼亞語：Constanța）負責管轄，面積135平方公里，海拔高度130米，2007年人口1,884，人口密度每平方公里14人。